# Bye Bye, Kluit!
Bye Bye, Kluit! is het zesde album uit de stripreeks Orphanimo!!. Het album verscheen op 15 juni 2005. Het is het laatste album van de eerste cyclus.

## Posities
Aan het eind van het vorige verhaal raakten de personages verspreid van elkaar. Bij aanvang van deze strip bevinden ze zich op de volgende posities:
- Sharp en Bruno: Vallalkozo's bureau
- Alice: speelt undercover cameraman voor NOW-TV en zit op de helikopter
- Security: doorzoeken het huis op de kluit
- Vallalkozo: zit bij zijn ouders op een cruiseschip
- Trish en Vic: zitten in de hal van Vallalkozo's gebouw
- Hanz: wordt geïnterviewd voor de kluit
- Gri-Gri: gevangen in de grot in de kluit
- Minky: zit nog op de kluit
- Jayjay: zit nog in de boomhut

## Verhaal
Vallalkozo tekent de papieren zodat de bedrijven tussen hem en zijn vader versmolten zijn. Monty houdt zich klaar met zijn ballon zodat hij het huis van de klonter kan nemen zodra de meubels eruit zijn. Bruno sluit Ursula en Raspoetin op terwijl Sharp Vallalkozo's computer doorzoekt. Hij vindt niks en gaat samen met Bruno naar de 99ste verdieping.
Vic en Trish zijn ondertussen via de trappen ook naar verdieping 99 aan het lopen. Trish merkt dat ze Minky vergeten is op de kluit. Deze neemt het apparaat van Monty over, maar weet niet waarvoor de knopjes dienen. Een van de klauwen slaat tegen de helikopter en Alice wordt in de toren van het huis geslingerd. Om de afstandsbediening van de ballon te kunnen dragen neemt Trish de zeppelin en haakt het apparaat eraan vast. Alice springt op de verhuislift met haar bed. Vic en Trish komen bij Sharp en Bruno aan de kluis. Ondertussen heeft Vallalkozo een eiland gekocht voor Alice. Hij vliegt met zijn helikopter terug. De verhuismannen hebben Alice gevangengenomen. De security komt de kinderen halen op de 99ste verdieping, maar ze kunnen zich nog net verstoppen achter de dozen met strooifolders. Vic en Trish gaan op de 101ste verdieping kijken omdat het verkoopcontract misschien in Hanz' flat ligt.
Hanz spreekt met Harold Stevenson, Hari's bouwheer om de put vol water te laten lopen. Stevenson zaagt een gat in de rioolbuis. Hanz sluit de metro af terwijl Vic en Trish terug naar Bruno en Sharp gaan omdat ze niks vonden. Doordat Stephenson zijn mond voorbijpraat komt Alice te weten dat hij een gat in de buis heeft gezaagd. Wanneer ze het uitschreeuwt van vreugde dat ze terug in haar huis is geraakt, hoort Gri-Gri haar en waarschuwt ze Alice. Er zit echter nog een luik tussen dat op slot is. Op dat moment stormt het water binnen. Alice wordt naar het gelijkvloers gesleurd en op het moment dat ze over haar gazon loopt landt Vallalkozo erop met zijn helikopter. Hari ziet dat de kinderen aan de kluis zitten en stuurt er beveiliging naartoe. Alice wil met een sloophamer de muur inslaan, maar omdat het zo vermoeiend is lost Vallalkozo haar af. Hij slaat de hamer echter stuk.
Alice verwijt hem ervan dit opzettelijk te hebben gedaan. Monty schiet met een kruisboog met een haak op Minky en deze verliest het evenwicht maar kan zich nog net vastgrijpen aan het koord van de afstandsbediening. Bij zijn pogingen om terug op het apparaat te geraken drukt Minky toevallig op een knop en de ballon boort zich in de building van Vallalkozo. De kinderen worden door de security meegenomen en Vallalkozo geeft de opdracht aan de security om Alice en Gri-Gri te redden. Roger zaagt echter de buis door en de security valt in het water. Vic springt op de ballon en duikt in het water om Alice te redden, waarna Bruno hem volgt.
Andrea (de agente) wordt opgeroepen om Roger tegen te houden. Alice valt in het water en ziet een gat onder water waar al het water wordt ingezogen. Ze wil erin om Gri-Gri te gaan halen maar geraakt vast te zitten. Bruno duikt naar de verhuislift om zo Alice uit de klont te halen die aan het vermodderen is. Op dat moment krijgt Sharp, die ontsnapt is, de kluis open, maar merkt dat ze leeg is. Op het laatste nippertje komt Gri-Gri met het galjoen uit het water. Minky krijgt de ballon los en Sharp, Praline en Trish springen erop. Jayjay is nog in de boomhut die aan het zinken is. Minky haalt het huis met de boomhut op een stuk van de pijpleiding uit het water en zet het galjoen op de boomhut. Vallalkozo vertelt dat de microchip onder Pralines huid de enige bouwplannen van de V-building bevatten.
De wezen en Alice en de dieren vliegen naar het eiland Kokomo dat ze van Vallalkozo kreeg.

## Prijs
- In 2006 won dit album de Sint-Michielsprijs voor het beste album van een Nederlandstalige auteur op de vierde editie van het Comics Festival Belgium.